# Leslie Lamport
Leslie Lamport, född 7 februari 1941 i New York, är en amerikansk datavetare och matematiker.
Lamport är mest känd för sin forskning inom distribuerade system och realtidssystem (bland annat på grund av sin artikel Time, Clocks, and the Ordering of Events in a Distributed System från 1978). Han är också upphovsman till den välkända TeX-utökningen LaTeX. Han själv tror dock att det han kommer att bli ihågkommen för om hundra år är hans förslag till ett nytt sätt att skriva matematiska bevis. Han menar att det nuvarande sättet knappt har ändrats på 300 år och varken är lättläst eller strukturerat.[källa behövs]
Leslie tog 1960 en bachelorexamen i matematik från Massachusetts Institute of Technology och fortsatte sedan på Brandeis University där han 1972 doktorerade i samma ämne. Sedan dess har han jobbat på Massachusetts Computer Associates (1970 - 1977), SRI International (1977 - 1985), Digital Equipment Corporation Systems Research Center i Palo Alto (1985 - 2001). Sedan 2001 jobbar Lamport på Microsoft Research i Kalifornien.
2013 tog han emot Turingpriset.